# Musée préfectoral d'art d'Ishikawa
Le musée préfectoral d'art d'Ishikawa (石川県立美術館, Ishikawa Kenritsu Bijutsukan), également connu par l'acronyme IPMA, est le principal musée d'art de la préfecture d'Ishikawa au Japon. C'est un des nombreux musées japonais financés par une préfecture.
La collection comprend quelques-uns des plus importants biens culturels de la préfecture ainsi que des œuvres d'artistes ayant un lien avec la région. Il se trouve dans la ville de Kanazawa au sein du Kenroku-en.
La galerie ouvre ses portes en 1959. Lorsque la collection devient trop importante pour son bâtiment d'origine, une nouvelle installation est construite. La structure actuelle est achevée en 1983.
Le musée possède une importante collection permanente, et seulement une partie de celle-ci est exposée à un moment donné. La collection de référence comprend des œuvres importantes de la collection de la famille Maeda, précédemment conservée à l'université de Tokyo.

## Source
- Lillehoj, Elizbeth. (2007). Acquisition: Art and Ownership in Edo-period Japan. Warren, Connecticut: Floating World Editions.  (ISBN 9781891640506 et 189164050X); OCLC 166382223